# Jan Kazimierz (książę Anhalt-Dessau)
Johann Kasimir (ur. 1596 w Dessau, zm. 1660 tamże) – książę Anhalt-Dessau. Jego władztwo było częścią Świętego Cesarstwa Rzymskiego. Pochodził z dynastii askańskiej.
Był synem księcia Anhaltu–Dessau Jana Jerzego I i jego drugiej żony księżnej Doroty. Na tron wstąpił po śmierci ojca 24 maja 1618.
Książę Jan Kazimierz był dwukrotnie żonaty. Po jego śmierci następcą został syn Jan Jerzy II.